# Up San Juan Hill
Up San Juan Hill est un film muet américain réalisé par Francis Boggs et sorti en 1909.

## Fiche technique
- Titre : Up San Juan Hill
- Réalisation : Francis Boggs
- Scénario : Edward McWade
- Production : William Selig
- Dates de sortie : 
  -  États-Unis : 17 novembre 1909

## Distribution
- Hobart Bosworth
- Betty Harte
- Tom Santschi
- Tom Mix